# Francs saliens
Pour les articles homonymes, voir Saliens.
Les Saliens sont les membres d'un des peuples germaniques qui constituent la ligue des Francs. Ce peuple vivait à l'origine à l'est sur la rive du Rhin, comme tous les autres peuples francs, mais quant à eux à proximité de l'embouchure. Ils étaient voisins des Chamaves et des Bataves, autres peuples francs, mais aussi de deux autres peuples non francs, les Frisons et les Chauques.
Par la suite, le roi Clodion le Chevelu conduit une partie des Francs, dénommés Francs saliens, déjà établis en Gaule Belgique, autour de Cambrai et Tournai, où il fonde un royaume dont héritera le roi Clovis Ier. On ne sait si ce groupe de Francs saliens est uniquement composé du peuple salien ou plus vraisemblablement s'il regroupe les peuples francs voisins, dont l'histoire devient silencieuse à partir du moment où l'on parle des Francs saliens.

## Étymologie et apparition dans les sources
Plusieurs hypothèses, dont aucune ne semble pouvoir aujourd'hui être confirmée avec certitude, ont été formulées ou discutées pour expliquer leur nom : 
- Saliens pourrait être apparenté à la rivière IJssel (forme ancienne Isala, comme d'autres cours d'eau Isère, Yser, Isar), ou au germanique see, « la mer », ou au germanique sal qui désigne le licou. Dans ce cas, c'est le nom Saliens qui aurait donné naissance au toponyme évoqué ;
- Saliens pour d'autres évoquerait, comme dans le Pacte de la loi salique, le mot salique qui pourrait lui-même provenir de la ville de Sala, aujourd'hui Overijse en Belgique, terre des Francs saliens. Overijse se trouve sur la rivière IJse, est attestée sous la forme Isca au début du Moyen Âge, basé sur la racine hydronymique celtique *isc qui signifierait « eau »[1] ;

Les peuples francs au IIIe siècle.
En orange, l'Empire romain ; en vert, les peuples francs.

- Saliens pourrait avoir un lien avec le sel marin ; le nord de leur territoire s'appelle encore Salland aux Pays-Bas. Les communautés littorales gauloises qui vivaient sur le littoral de l'actuelle Belgique et nord de la France[N 1] produisaient du sel entre 400 av. J.-C. et 400 apr. J.-C. au moins, avec un monopole de la part de Rome après la conquête, via les salinatores romains ;
- selon l'ancienne Encyclopédie ou Dictionnaire raisonné des sciences, des arts et des métiers, « D'autres enfin croient que les François Saliens du nom desquels fut surnommée la loi salique, étaient une milice ou faction de Francs qui furent appelés Saliens à Saliendo, parce que cette milice ou nation faisoit des courses imprévues hors de l'ancienne France sur la Gaule. Et en effet, les François Saliens étoient cités par excellence, comme les peuples les plus légers à la course, suivant ce que dit Sidon Apollinaire, sauromata clypeo, salius pede, falce gelonus ».

Le nom des Saliens n’apparaît que dans des sources du IVe siècle, appliqué alors aux Francs soumis par Rome et installés en Toxandrie. C’est l’empereur Julien qui, pour la première fois, évoque les Saliens en affirmant qu’il aurait soumis ceux-ci à son autorité. Les historiens et poètes Ammien Marcellin, Claudien et Zosime emploient également cet ethnonyme. Enfin, Sidoine Apollinaire mentionne encore le terme de Saliens. Puis celui-ci disparaît complètement au profit de celui des Francs et ne subsiste plus que dans le titre de la loi salique.

## Histoire
L'origine du peuple salien est germanique, mais les détails sont inconnus. Ils sont cités pour la première fois par les auteurs romains en 358, avec l'aventure de Charietto, un chef salien installé à Trèves qui organise la défense de la province contre les incursions chamaves. Cette apparition tardive des Saliens vers 360 a incité plusieurs historiens à émettre l'hypothèse que les Saliens sont en fait une nouvelle dénomination d'un autre peuple : soit des Chamaves, soit une tribu chauque ayant quitté son peuple pour rejoindre les Francs,.
Selon une autre hypothèse, ils seraient originaires de l'île de Betuwe, qu'ils auraient quittée devant les Saxons au milieu du IVe siècle[réf. nécessaire].
Ils occupaient le sud du lac Flevo (lac qui devint le Zuyderzee après les inondations du XIIIe siècle, poldérisé en Flevoland au XXe siècle), un territoire lacustre et estuarien au confluent du Vecht et de l'IJssel, la Veluwe et le Sallzee, qui devint au Moyen Âge le Salland (aujourd'hui en province de Gueldre, aux Pays-Bas). Un territoire à la frontière de la terre, de l'eau douce, et de l'eau salée. La légende de Mérovée, dont la mère aurait été fécondée par un monstre issu de la mer, évoque un peuple lié à l'eau et à la mer. Toutefois, cette légende pourrait s'appliquer non pas au grand-père de Clovis, mais à un Mérovée plus ancien.

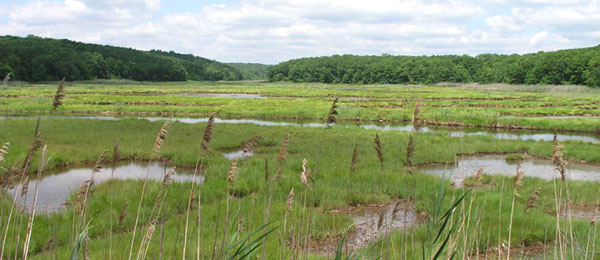
Ce paysage contemporain composé d'un marais saumâtre entouré d'une épaisse ripisylve donne une idée de l'aspect du territoire des premiers Saliens des littoraux.

On sait par les chroniques et documents romains qu'au IIIe ou au IVe siècle, ils se joignent à d'autres Germains, et forment une confédération de peuples qui fut importante pour l'histoire du haut Moyen Âge : les Francs (franci, à l'étymologie, incertaine : les « hardis, vaillants » ou « hommes-lances »).
Avant cette première apparition de 358, des Francs situés sur le cours inférieur du Rhin sont cités par les textes latins, sans qu'il soit précisé si ces Francs étaient des Saliens ou non. Ainsi Carausius, qui s'est proclamé empereur en Bretagne insulaire, s'allie en 286 aux Francs afin qu'ils gardent l'embouchure du Rhin et qu'ils empêchent l'empereur légitime, Dioclétien, de lancer une flotte contre la Bretagne. Maximien, général nommé par Dioclétien, lance une campagne contre les Francs, et oblige Gennobaud, « roi des Francs sur les rives de l'Océan », à se soumettre, et à lui faire allégeance. Maximien installe ces Francs en Toxandrie, à l'embouchure du Rhin derrière le limes, sous le statut de Lètes. Très rapidement, les Saliens sont donc soumis à l’autorité impériale. Il semble que les Francs saliens aient exceptionnellement bien accepté leur statut, pourtant peu glorieux du point de vue romain. Protégés par la paix romaine, ils vont s'y multiplier et glisser à l'ouest le long de la mer du Nord dans les Flandres, où ils produiront du sel par évaporation de l'eau de mer (salinatores, d'où peut-être l'origine de leur nom « Saliens »).
Au Ve siècle, leur roi Clodion le Chevelu profite du départ de légions vers l'Orient pour conduire les Francs saliens en Belgique inférieure, entre Arras et Cambrai, avec comme capitale Tournai. Il est cependant battu par Aetius, qui reprend Courtrai, mais lui accorde le Fœdus dans la région de Tournai, qui devient le centre de leur puissance, et le demeure jusqu'à l'époque de Clovis. D'autres royaumes saliens se constituent après la mort de Clodion, celui de Ragnacaire, qui règne à Cambrai, et celui de Cararic, dont on ne connait pas la capitale. Ces deux royaumes seront ensuite unis à celui de Tournai par Clovis.

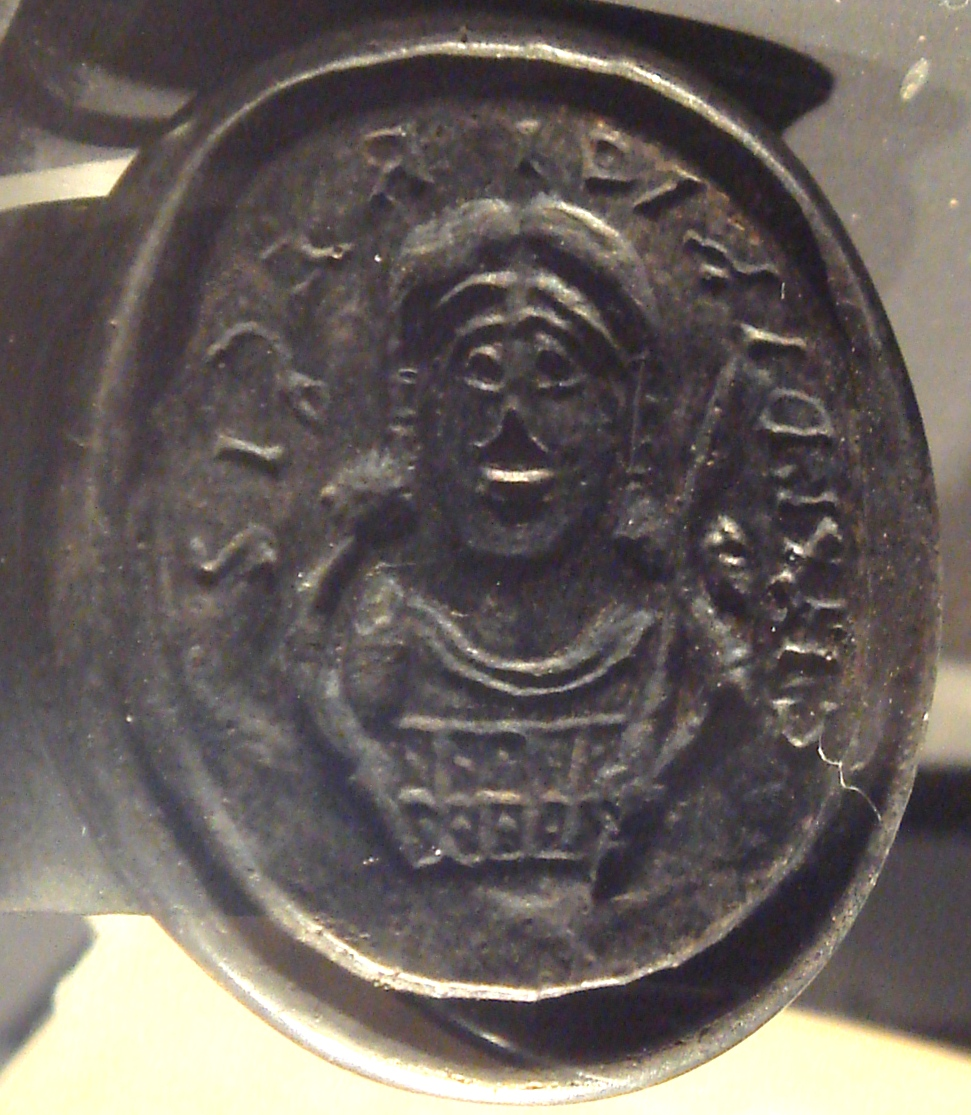
Sceau de Childéric Ier, roi des Francs saliens de 457 à 481, qui porte l'inscription CHILDIRICI REGIS (« du roi Childéric ») trouvé dans sa tombe à Tournai, et conservé à la Monnaie de Paris.